# Ilirgytgyn
Ilirgytgyn (rusky Илиргытгын, Пыыйлин nebo Илиргыткин, jakutsky Илиргытгын) je jezero na nejzazším severu Kolymské nížiny v Jakutské republice v Rusku. Má rozlohu 115 km².

## Vodní režim
Zdrojem vody jsou dešťové a sněhové srážky. Přes jezero protéká řeka Votapvaam, která teče do Východosibiřského moře. Odtéká z něj také průtok do sousedního jezera Alkygytgyn z něhož se pak voda vrací zpět do řeky Votapvaam.